# Терцоне (Ријети)
Терцоне је насеље у Италији у округу Ријети, региону Лацио.
Према процени из 2011. у насељу је живело 343 становника. Насеље се налази на надморској висини од 970 м.